# Juana Manuela Gorriti

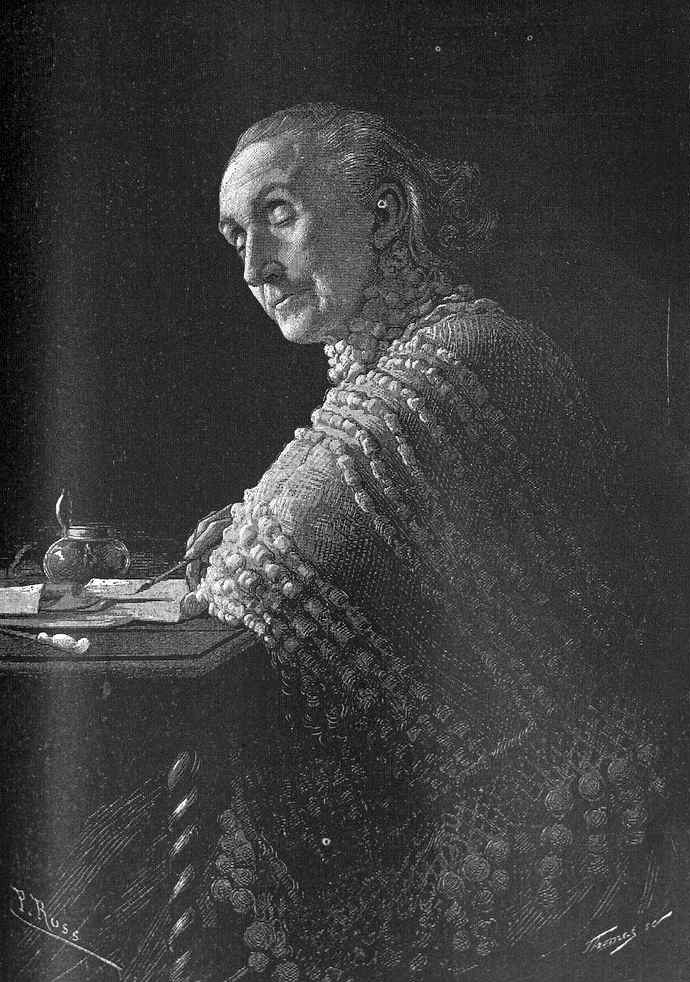
Juana Manuela Gorriti, Abbildung aus dem Almanaque Sud-americano von 1891/92

Juana Manuela Gorriti (* 16. Juli 1816 in Horcones, Departamento Rosario de la Frontera, Provinz Salta; † 6. November 1892 in Buenos Aires) war eine argentinische Schriftstellerin und Journalistin. Sie verbrachte viele Jahre ihres Lebens in Peru und wird daher auch zu den Vertretern der peruanischen Literatur gezählt.

## Leben
Geboren wurde Juana Manuela Gorriti 1816 in der Provinz Salta, im äußersten Nordwesten von Argentinien. Ihre Jugend verbrachte Gorriti als Exilantin in Bolivien, als reife Frau lebte sie lange Jahre in Lima und im Alter wohnte sie in verschiedenen Hotels in Buenos Aires, so dass sie von sich selbst sagte, sie fühle sich als „ewige Fremde, außerhalb und innerhalb meiner Heimat“. Daher ist auch ihre alternative Zuordnung zu einer der beiden Nationalliteraturen von Argentinien oder Peru schwierig.
Gorriti wuchs auf einem großen, schlossähnlichen Landgut auf, dem Castillo de Miraflores in der Nähe von Salta. Ihr Vater, José Ignacio de Gorriti, war General des argentinischen Unabhängigkeitskrieges gegen das Mutterland Spanien sowie Abgeordneter und stammte aus einer der reichsten Familien seiner Provinz. Er hatte jedoch sein ganzes Vermögen in die Unabhängigkeitsbewegung investiert, wurde aber später im Verlauf des sich anschließenden Bürgerkriegs mit Schimpf und Schande, sogar unter dem Vorwurf des Vaterlandsverrats, davongejagt. Er musste 1831 ins Exil nach Bolivien flüchten und sein Vermögen wurde 1832 per Gesetzesbeschluss konfisziert. Juana Manuela blieb Autodidaktin, da sie als rebellisches Kind systematischen Schulbesuch verweigerte. Sie wurde von ihren Eltern nach Salta geschickt, in die Klosterschule der Salesianerinnen, denn der Vater war Befürworter der Frauenbildung. Zu diesem Zweck musste sie erst entwöhnt werden, denn sie wurde im Alter von 7 Jahren noch immer von ihrer Mutter und ihrer älteren Schwester gestillt. Sie hielt es in der strengen Schulordnung nicht aus und wurde wieder zurück aufs Land geschickt, wo sie frei und ungebändigt umherlief. Sie erlebte die Wirren des Unabhängigkeitskrieges mit, denn all ihre Verwandten und deren Freunde waren darin zutiefst verwickelt, zum Beispiel Martín Miguel de Güemes. Vieles davon fand später Eingang in ihre literarischen Werke, oft mit phantastischen Elementen verbrämt. Sie war eifrige Leserin romantischer Werke und Verehrerin von George Sand; wie diese verkleidete sie sich auf ihren Reisen als Mann.
Gorriti heiratete am 20. April 1833, mit 16 Jahren, den 22-jährigen bolivianischen Offizier Manuel Isidoro Belzú, der den Romanhelden ihrer Lieblingsautoren Alexandre Dumas, Walter Scott, Stendhal glich; Belzú führte ein abenteuerliches Leben zwischen Aufständen und Revolutionen. Sein Vorbild war Giuseppe Garibaldi in Italien, er vertrat demokratische Ideen, war selbst ein einfacher Mann aus dem Volk und bei den Indios sehr beliebt – er wurde von ihnen „Tata Belzú“ (Vater Belzú) genannt und wie ein Heiliger verehrt, er wollte Land für alle und die Aristokratie stürzen. Belzú sollte später General und 1848 Präsident von Bolivien werden. Mit ihm zog sie von einer Garnison zur anderen (Sucre, Potosí, La Paz, Oruro), eröffnete mehrere literarische Salons und führte während der Abwesenheit ihres Mannes ein ungebundenes, für damalige Verhältnisse exzentrisches Gesellschaftsleben. In kurzen Abständen wurden ihre gemeinsamen Töchter geboren: am 2. Februar 1834 Edelmira und im Jahr darauf Mercedes.
Juana Manuela verließ ihren Mann schließlich 1841, weil ihre Charaktere offenbar unvereinbar waren. Mit noch nicht 25 befand sie sich bereits im Exil in Peru, zunächst in Arequipa, später in Lima; nach der Trennung von ihrem Mann führte sie als alleinstehende Frau ein recht freizügiges Leben. Die ältere ihrer beiden ehelichen Töchter, Edelmira, lebte von da an bei ihrem Vater in Bolivien, die jüngere, Mercedes, bei ihrer Mutter in Peru. Juana Manuela Gorriti nannte sich, wie es im spanischsprachigen Bereich für eine verheiratete Frau üblich ist, nie mit seinem Namen als Zusatz (also: „Gorriti de Belzú“). Erst nach seinem gewaltsamen Tod am 23. März 1865 nahm sie wieder die Rolle der Ehefrau ein: Sie war zufällig in La Paz und trat, als sie von dem Mord erfuhr, in einer dramatischen Szene seinen Mördern gegenüber und holte den Leichnam in ihr eigenes Haus. Kurz danach widmete sie Belzú eine biographische Skizze, in der sie ihre Rolle als Ehefrau nur andeutete, sogar von sich selbst wie von einer Fremden in der dritten Person sprach.

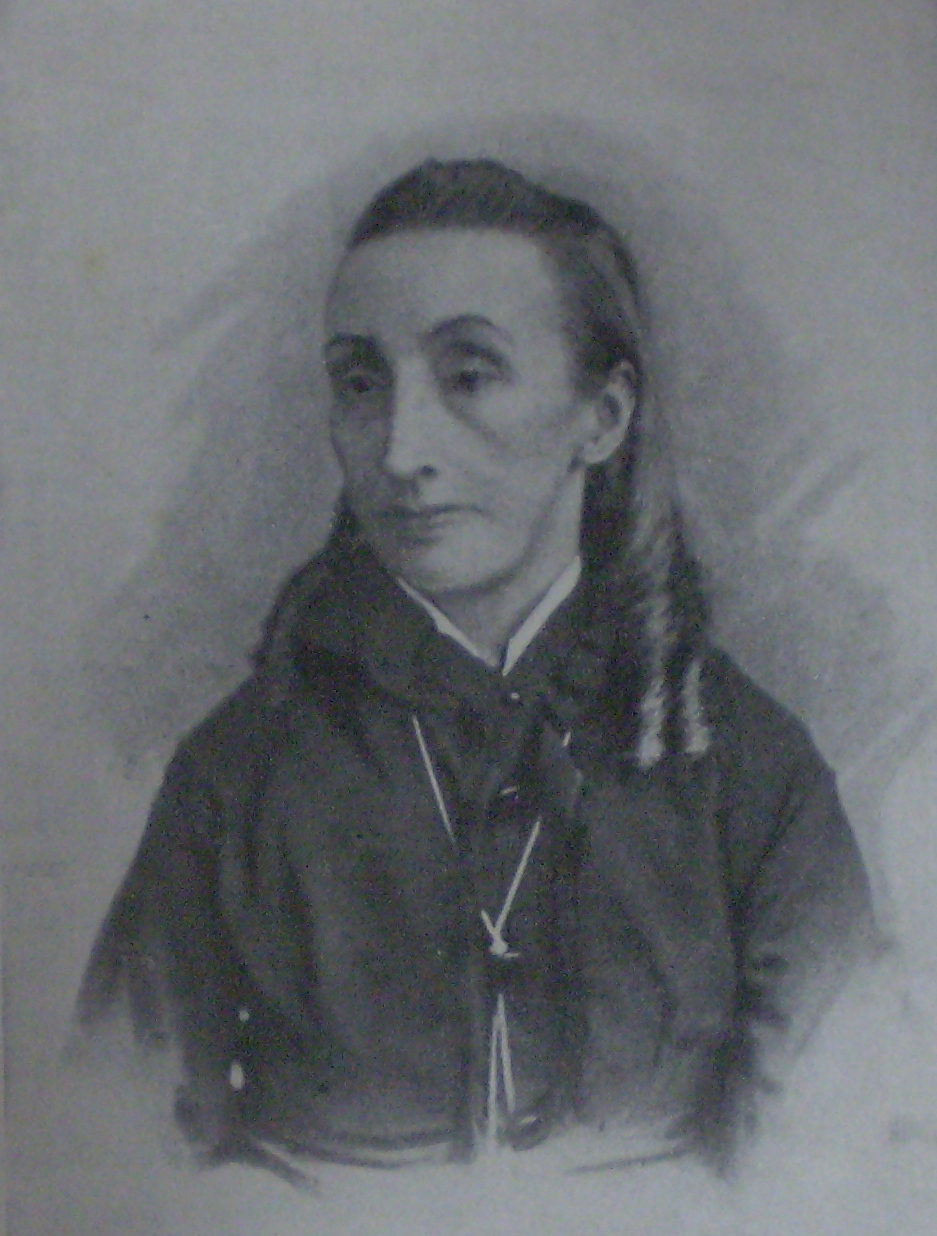
Juana Manuela Gorriti (aus dem Buch Vida de Grandes Argentinos)

1842 kehrte sie für kurze Zeit in ihre Heimatstadt zurück; sie bewältigte die beschwerliche Reise von Bolivien nach Salta über die Anden als Mann verkleidet. Statt des Schlosses Miraflores fand sie aber nur noch dessen Ruinen vor, was sie zu der Erzählung Gubi Amaya inspirierte; dieses Erlebnis war ein schwerer Schock für sie.
1848 übersiedelte sie nach Lima, in einer Zeit, als die ehemalige Hauptstadt des Vizekönigreiches und nunmehr der Republik Peru wirtschaftlich florierte, eine Stadt in Umbruchstimmung war, zur Zeit der Einführung von Gasbeleuchtung, Eisenbahn – der ersten Lateinamerikas – und Dampfschifffahrt. Diese Modernisierung, die tiefgreifenden gesellschaftlichen Änderungen, das Neue spiegeln sich in ihrem Werk, vor allem in ihren Chroniken wider, die Chroniken des Fortschritts sind.
Später bekam sie noch zwei uneheliche Kinder, Julio und Clorinda, von einem wesentlich jüngeren Mann namens Julio de Sandoval. Er taucht zwar in keinem ihrer Werke auf, auch nicht in den Erinnerungen, sie lebte aber zehn Jahre lang in den 50er Jahren des 19. Jahrhunderts glücklich mit ihm zusammen. Nach 1860 brachte sie – wahrscheinlich von einem anderen Vater – noch einen namentlich nicht bekannten Sohn zur Welt, der früh starb. Sie unterhielt eine prestigeträchtige Privatschule, in die die besten Familien Limas ihre Töchter schickten, und konnte so ihren Unterhalt selbst finanzieren. 1866, anlässlich eines Überfalls der spanischen Flotte auf den Hafen Callao, tat sich Gorriti als Sanitäterin hervor und bekam dafür von der peruanischen Regierung eine Goldmedaille. Bald danach starb ihr kleiner Sohn, dann auch Clorinda.
Im Februar 1875 reiste sie per Schiff nach Buenos Aires, wo sie mit der radikalen Feministin Juana Manso de Noronha zusammentraf und schließlich von verschiedenen Seiten halbherzig geehrt wurde: Senat und Abgeordnetenkammer verabschiedeten ein eigenes Gesetz als Entschädigungsregelung für die Enteignung ihres Vaters. Von da an bekam sie eine staatliche Pension von 200 Pesos als Wiedergutmachung; das empfand sie jedoch als „Almosen“, zumal sie sich dafür verpflichten musste, in Argentinien zu bleiben. Sie benötigte eine offizielle Erlaubnis, um noch einmal für ein Jahr nach Lima zurückgehen zu dürfen. Von ihren Schriftstellerkollegen erhielt sie am 18. September 1875 ein Poesiealbum mit sechzig eigens für sie geschriebenen Gedichten, und die Damen von Buenos Aires organisierten am 24. September eine Zeremonie, bei der sie ihr einen goldenen Stern überreichten. Im November desselben Jahres kehrte Gorriti nach Lima zurück, wo sie begeistert empfangen wurde.
1876 wurde der Salon Juana Manuela Gorritis in Lima begründet, eine Einrichtung, in der es sowohl um Wissen als auch um den ästhetischen Genuss dieses Wissens ging. ‚Krönungen‘ von Dichtern und Dichterinnen wie z. B. Clorinda Matto de Turner (1877) fanden statt, es wurden literarische Wetten abgeschlossen, das Welt- und Selbstverständnis einer Avantgarde formulierte sich dort in geselligem Beisammensein aus. Eine große Zahl der Teilnehmer waren Frauen, dabei wurden außerordentlich viele „Frauenthemen“ behandelt, weswegen Gorriti auch als Vorläuferin der feministischen Bewegung in Lateinamerika gilt. Der Salon war sozusagen „Vorzimmer der literarischen Öffentlichkeit“. Erstmals meldeten sich Frauen als Gruppen zu Wort, verfingen sich aber noch oft im „Diskurs des schlechten Gewissens“, so als müssten sie sich rechtfertigen, wenn sie etwas taten, das in den Rollenzuschreibungen für Frauen im 19. Jahrhundert nicht vorgesehen war. Das Geschehen in diesem privaten Salon nahm im kulturellen Leben Limas einen so großen Stellenwert ein, dass davon wie von Opernaufführungen oder Konzerten in den Zeitungen der Hauptstadt berichtet wurde. Die Akten dieser Zusammenkünfte vom 19. Juli bis 21. September wurden 1892 veröffentlicht. Gorriti setzte sich auch für junge Schriftstellerkolleginnen wie Mercedes Cabello de Carbonera ein.
Nachdem ihr peruanisches Visum abgelaufen war, kehrte Gorriti Ende 1877 auf dem Meerweg wiederum nach Buenos Aires zurück. Im Januar 1878 reiste sie in den Norden Argentiniens, da sie ihre Heimat aufsuchen wollte, kam aber wegen schwerer Regenfälle und Überschwemmungen nur bis Tucumán.
1886, mit 70 Jahren, gelang es ihr noch einmal unter unsäglichen Strapazen, die Schauplätze ihrer Kindheit in Salta zu besuchen und zu erfahren, dass die Kinder und Enkel der ehemaligen Todfeinde in den internen Auseinandersetzungen sich versöhnt, ja sogar untereinander geheiratet hatten, was sie irritierte, letztlich aber auch freute. Nachdem sie auch noch ihre Tochter Mercedes jung hatte begraben müssen, war sie am Ende ihres Lebens erschöpft und ausgelaugt. Auch setzte ihr das feuchte Klima von Buenos Aires gesundheitlich zu: In den letzten Lebensjahren litt sie an einer sehr schmerzhaften Krankheit, wahrscheinlich einer Neuralgie, und erkrankte schließlich an einer Lungenentzündung. Am 6. November 1892 starb Juana Manuela Gorriti in Buenos Aires. Sie erhielt ein Staatsbegräbnis um 1000 Pesos; sofort erschienen Nachrufe und Artikel über sie. Mit ihr starb eine der letzten Augenzeuginnen der argentinischen Unabhängigkeitskriege.

## Werk

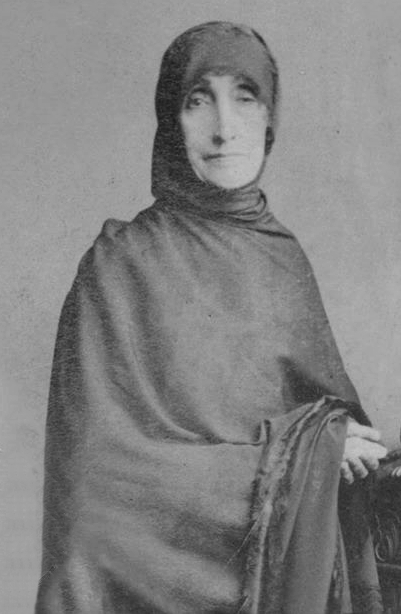
Juana Manuela Gorriti

### Zuordnung und Bedeutung
Die Zuordnung Gorritis zu einer der in der argentinischen Literaturgeschichtsschreibung üblichen Generationen ist schwierig: Sie war zu jung für die so genannte „37er Generation“, jedoch zu alt für die realistisch schreibende und praktisch orientierte „80er Generation“. Gorriti war eine typisch romantische Schriftstellerin: Sie übersteigerte Gefühle und überhöhte das Nationale, den Patriotismus. Sie war auch wichtig für die Entwicklung der romantischen Bewegung in Lateinamerika, denn sie hat einen ganzen Kreis von jüngeren romantischen männlichen Schriftstellern um sich geschart, die sie förderte und die ihrerseits einen regelrechten Kult um sie pflegten.

### Werkcharakteristik
In Wirklichkeit sind die meisten ihrer Prosatexte der Gattung „Erzählung“ zuzuordnen, wobei sie einen Mix pflegt zwischen Inkalegenden, Episoden der Unabhängigkeit, historisch-politischen Erzählungen und autobiographischen Berichten. Der gemeinsame Zug in ihnen allen ist ihr ‚amerikanistischer‘ Charakter: Sie stützt sich auf typisch lateinamerikanische Elemente, zum Beispiel die Landschaft. Außerdem kann man sie als die Begründerin der phantastischen Literatur in Argentinien bezeichnen: Elemente des Außergewöhnlichen und Merkwürdigen spielen eine große Rolle, auch Magnetismus und Spiritismus, Aberglaube, Magie, Okkultismus, Traum- und Wahnzustände, parawissenschaftliche Phänomene. Doch das Parapsychologische bewirkt auch eine Verunsicherung des Lesers auf der politisch-historischen Ebene; die Grundfesten dessen, was als gesichert gilt, werden erschüttert. Gorriti wird damit zur Vorläuferin von Schriftstellern wie Leopoldo Lugones oder Rubén Darío. Sie verwendet die Technik des gleichzeitigen Sagens und Verschweigens und kann damit oft das Unsagbare zum Ausdruck bringen: Erotisches und unterdrücktes Begehren, Geheimes, Verbotenes; eine eindeutige Interpretation wird erschwert. Manche der historischen Erzählungen Gorritis beziehen sich auf die Diktatur von Juan Manuel de Rosas und haben Heldinnen, deren Verhalten vom Vorgeschriebenen abweicht; dies führt oft zu Scheitern und Wahnsinn. Oft gibt es Frauen, die sich als Mann verkleiden oder sonst irgendwie eine Persönlichkeitsspaltung durchmachen (Motiv des Doppelgängers).

### Chronologie
Gorriti veröffentlicht erste Geschichten in Fortsetzungsform in Zeitungen Limas, zum Beispiel La Quena (Die Quena). Diese Erzählung wird zum Modell all ihrer späteren Schriften: So wiederholt sie etwa in La novia del muerto die Sequenz Tod, Wahnsinn, Sakrileg; die weiblichen Helden werden buchstäblich zerrissen durch die Folgen der Männerkämpfe. Es ist ein sehr vielschichtiges Werk und handelt von unmöglicher Liebe, die trotzdem verwirklicht wird, entgegen allen Verboten und in einem makabren Umfeld. Der männliche Held, Hernán, ist ein Enkel von Atahualpa, dem von Gonzalo Pizarro ermordeten letzten Inkaherrscher. Die Heldin Rosa wird von zwei Männern begehrt, im Diesseits und im Jenseits, kann aber trotzdem nicht glücklich werden. Durch die Intrigen einer schwarzen Sklavin glaubt Hernán, dass seine Angebetete geheiratet hat, und wird Mönch, Rosa heiratet einen ungeliebten Mann. Nach vielen Wechselfällen kehrt Hernán nach Lima zurück, und es gibt ein Wiedersehen, während er die Messe hält. Gorriti zeigt in vielen ihrer späteren Texte eine Tendenz zu antiklerikaler Kritik. Das Erscheinen des Textes wird zum Skandal, einige Szenen wurden als unmoralisch eingestuft. Jedenfalls erwarb sich Gorriti damit, vor allem unter dem weiblichen Publikum, große Popularität. In Nachfolge von Edgar Allan Poe zeigt sie darin ihre Vorliebe für Horrorszenen und Makabres. Sie wagt sich auf neues Terrain, in einer literarischen Gattung, die es davor nur in Europa gab, nicht jedoch in Lateinamerika, und macht sich zudem die weibliche Perspektive zu eigen.
Ihr erstes größeres Werk Sueños y realidades (Träume und Wirklichkeiten) hat großen Erfolg und festigt den Ruf Gorritis als Schriftstellerin, von nun an genoss sie internationales Renommee. Es handelt sich um zwei Bände mit Erzählungen, die zwischen 1842 und 1864 verfasst oder in Zeitschriften publiziert worden waren, großteils in romantischer Manier.
Die Romanserie Panoramas de la vida (Panoramen des Lebens) erscheint 1876 in Buenos Aires. Der Untertitel: „Novelas, fantasías, leyendas y descripciones americanas“ ist zugleich Hinweis auf verwendete Gattungen: Romane, Phantasien, Legenden und südamerikanische Landschaftsbeschreibungen. Teilweise sind auch phantastische Erzählungen, Kindheitserinnerungen und Reiseschilderungen darin enthalten. Der wichtigste Text der Sammlung heißt Peregrinaciones de un alma triste (Pilgerschaften einer traurigen Seele): Der Titel erinnert an Peregrinaciones de una paria (1838) von Flora Tristan, einer französisch-peruanischen Autorin, die über ihren vergeblichen Versuch berichtet, in Peru in der väterlichen Familie legitimiert zu werden, ein Buch, das der Zensur und der öffentlichen Verbrennung zum Opfer gefallen war. Der Text ist den „Damen von Buenos Aires“ gewidmet. Die Rahmenhandlung bilden Gespräche zwischen zwei Freundinnen, die zwar Argentinierinnen sind, sich aber in Lima befinden; diese schaffen ein intimes Ambiente, ihr Zusammensein erzeugt sozusagen den Text. Modell ist für Gorriti Tausendundeine Nacht, denn die Hauptfigur Laura, die ihre Abenteuer erzählt, identifiziert sich mit Scheherazade, die sich ebenfalls durch Erzählen vor dem Tod rettet. Laura kann sich durch das Erzählen „gesund schreiben“: Sie litt an Tuberkulose, die zur damaligen Zeit unheilbar war. Sie bricht aus den Familienbanden aus und wird zu einer „Pilgerin“, zu einer Reisenden, die ihr Leben selbstbestimmt in die Hand nimmt.
La tierra natal (Die heimatliche Erde) entsteht 1886, als Gorriti mit 70 zum zweiten Mal in ihre Heimat zurückkehrt: Es handelt sich um biographische Skizzen fast immer weiblicher Figuren. Die Rahmenerzählung bildet die Bahnfahrt von Buenos Aires nach Salta, während der sie diverse Erzählungen ihrer Mitreisenden belauscht.
El mundo de los recuerdos (Die Welt der Erinnerungen) wird von der Provinzregierung in Salta finanziert und beinhaltet ebenfalls sehr kurze, großteils autobiographische Skizzen und Landschaftsbeschreibungen.
Später zeigt Gorriti, dass sie noch im Alter mit den Erscheinungen der Modernisierung mithalten kann: Der Roman Oasis en la vida (Oase des Lebens) ist einer Versicherungsanstalt, „La Buenos Aires“, gewidmet, die als Sponsor auftritt; die Leser sollen überzeugt werden, in lateinamerikanische Banken zu investieren und Versicherungspolicen zu kaufen – quasi eine frühe Form der Produktplatzierung. Das Thema ist der Beruf des Schriftstellers; sie verteidigt darin den Kauf und Verkauf von Fiktionen als Mittel für Frauen, um Überleben zu sichern, ja zu materiellem Glück zu finden.
1890 gibt sie die Cocina ecléctica (Eklektische Küche) heraus, ein Sonderfall innerhalb ihres literarischen Schaffens, denn es sind 200 Kochrezepte, die sie von verschiedenen Reisen mitgebracht hat oder die ihr geschickt worden sind. Gorriti entschuldigt sich im Vorwort, dass sie nie eine gute Hausfrau gewesen ist, weil sie immer in der Welt der Bücher gelebt hat, und dass sie dies jetzt durch das vorliegende Buch wiedergutmachen will. Sie versteht dieses Werk durchaus auch in Konkurrenz zu La cocina española antigua ihrer spanischen Schriftstellerkollegin Emilia Pardo Bazán.
Schließlich erscheint im Todesjahr Lo íntimo (Intimes), eine Autobiographie in Form von Tagebuchfragmenten, die den Zeitraum von 1874 bis 1892 umfasst.

## Rezeption

Büste der Schriftstellerin auf der Plaza Gorriti in Rosario de la Frontera

Efrón bezeichnet Gorriti als „berühmte und anerkannte Schriftstellerin, die wichtigste des 19. Jahrhunderts in der argentinischen Literatur und eine der drei Frauen, welche die lateinamerikanische Literatur begründeten“. Auch Rosalba Aliaga Sarmiento bezeichnet sie als „erste Romanautorin Argentiniens“.
Ein Gemeinplatz, den man in Büchern über Juana Manuela Gorriti immer wieder finden kann, ist der, dass ihr eigenes, ereignisreiches Leben genug Stoff für einen Roman abgeben würde, und tatsächlich hat Martha Mercader einen solchen geschrieben: Juanamanuela, mucha mujer. Dessen Titel wurde wiederum im Buch von Amelia Royo persifliert: Juanamanuela, mucho papel. Der Kritiker Ricardo Rojas sagt über sie, sie sei „das eigenartigste Temperament einer Frau, das die argentinische Erde je hervorgebracht“ habe, was natürlich seinerseits ein romantisches Klischee ist. Im deutschen Sprachraum wurde die in Argentinien sehr bekannte Autorin noch kaum zur Kenntnis genommen.

### Gesamtausgabe
Gorriti, Juana Manuela: Obras completas, in 6 Bänden, Salta (Arg.): Fundación del Banco del Noroeste (1993–1999). [Investigación y cuidado de la ed.: Alicia Martorell] ISBN 987-99027-1-8

### Einzeltitel

#### Spanisch
- Cincuenta y tres cartas inéditas a Ricardo Palma. Fragmentos de lo íntimo. Buenos Aires/Lima: 1882-1891. Edición crítica, estudio preliminar, coordinación de dossier y diccionario a cargo de Graciela Batticuore. Notas en colaboración con César Salas Guerrero. Lima: Universidad de San Martín de Porres, 2004, ISBN 9972-54-114-2.
- Cocina ecléctica. Madrid: Aguilar, 1999. ISBN 950-511-492-3
- Oasis en la vida. Buenos Aires: Ediciones Simurg, 1998. ISBN 987-9243-00-5
- Peregrinaciones de una alma triste. Ed. de Mary G. Berg. 1. ed., basada en la ed. de Buenos Aires, impr. y Librerías de Mayo. Buenos Aires: Stock Cero, 2006. ISBN 987-1136-42-0
- El pozo del Yocci. 1. ed., basada en la ed. de Buenos Aires, Impr. y Librerías de Mayo, 1876. Buenos Aires: Stock Cero, 2006. ISBN 987-1136-41-2
- La tierra natal. 1. ed., basada en la ed. de Buenos Aires, Félix Lajouane, 1889. Buenos Aires: Stock Cero, 2005. ISBN 987-1136-36-6
- La tierra natal: Lo íntimo (Coleccion Autobiografias, Memorias y Libros Olvidados). Buenos Aires: Fondo Nacional de Las Artes, 2000. ISBN 950-9807-48-6

#### Englisch
- Dreams and Realities: Selected Fiction of Juana Manuela Gorriti: Selected Fictions of Juana Manuela Gorriti (Library of Latin America). Ed. by Francine Masiello, transl. by Sergio Waisman. Oxford University Press Inc, USA: 2003. ISBN 0-19-511738-7

### Sekundärliteratur
- María Cristina Arambel Guiñazú, Claire Emilie Martín: Las mujeres toman la palabra. Escritura femenina del siglo XIX en Hispanoamérica. Vol. 1. Iberoamericana u. a., Madrid u. a. 2001, ISBN 84-8489-009-0.
- Graciela Batticuore: El taller de la escritora. Veladas Literarias de Juana Manuela Gorriti. Lima - Buenos Aires (1876-7-1892). Viterbo, Rosario 1999, ISBN 950-845-082-7, (Biblioteca tesis Ensayo).
- Analía Efrón: Juana Gorriti. Una biografía íntima. Editorial Sudamericana, Buenos Aires 1998, ISBN 950-07-1463-9.
- Lea Fletcher (Hrsg.): Mujeres y cultura en la Argentina del siglo XIX. Feminaria Editora, Buenos Aires 1994, ISBN 987-99025-6-4, (Beiträge, Kongress, Buenos Aires 1.–3. Juni 1992).
- Bonnie Frederick: Wily Modesty. Argentine Women Writers, 1860-1910. Arizona State University, Tempe AZ 1998, ISBN 0-87918-086-2.
- Marzena Grzegorcyk: Lost space. Juana Manuela Gorriti’s postcolonial geography. In: Journal of Iberian and Latin American Studies. Tesserae 8, 2002, 1, ISSN 1350-7494, S. 55–69.
- Cristina Iglesia: El ajuar de la patria. Ensayos críticos sobre Juana Manuela Gorriti. Feminaria Editora, Buenos Aires 1993, ISBN 987-99025-3-X
- Gabriele Küppers: Peruanische Autorinnen vor der Jahrhundertwende. Literatur und Publizistik als Emanzipationsprojekt bei Clorinda Matto de Turner. Peter Lang, Frankfurt am Main u. a. 1989, (Europäische Hochschulschriften Reihe 24: Ibero-Romanische Sprachen und Literaturen 20, ISSN 0721-3565), (Zugleich: Bonn, Univ., Diss., 1988).
- María Gabriela Mizraje: Argentinas de Rosas a Perón. (Mariquita Sánchez, Juana Manso, Juana Manuela Gorriti, Eduarda Mansilla, Emma de la Barra, Alfonsina Storni, Norah Lange, Victoria Ocampo, Beatriz Guido, Alejandra Pizarnik, Griselda Gambaro). Editorial Biblos, Buenos Aires, ISBN 950-786-223-4, (Biblioteca de las mujeres 9).
- María Gabriela Mizraje: Juana Manuela Gorriti. In: Cuadernos Hispanoamericanos Nr. 639, Sept. 2003, ISSN 1131-6438: Dossier: Escritoras argentinas del siglo XIX. S. 31–39.
- Hebe Beatriz Molina: La narrativa dialògica de Juana Manuela Gorriti. Ed. de la Facultad de Filosofía y Letras de la Universita Nacional de Cuyo, Mendoza 1999, ISBN 950-774-053-8.
- Amelia Royo (Hrsg.): Juanamanuela, mucho papel. Algunas lecturas críticas de textos de Juana Manuela Gorriti. Ed. del Robledal, Salta 1999, ISBN 987-9364-02-3.
- Beatriz Urraca: Juana Manuela Gorriti and the persistence of memory. In: Latin American Research Review. 34, 1999, 1, ISSN 0023-8791, S. 151–173.